# Stibeutes heinemanni
Stibeutes heinemanni är en stekelart som beskrevs av Förster 1850. Stibeutes heinemanni ingår i släktet Stibeutes och familjen brokparasitsteklar. Arten är reproducerande i Sverige. Inga underarter finns listade i Catalogue of Life.